# کلاین تربوو
کلاین تربوو (به آلمانی: Klein Trebbow) یک شهر در آلمان است که در نوردوست‌مکلنبورگ واقع شده‌است. کلاین تربوو ۸۷۰ نفر جمعیت دارد.